# Singkep / Dabo
Singkep / Dabo är en flygplats i Indonesien. Den ligger i den västra delen av landet, 700 km norr om huvudstaden Jakarta. Singkep / Dabo ligger 31 meter över havet. Den ligger på ön Pulau Singkep.
Terrängen runt Singkep / Dabo är platt norrut, men åt nordväst är den kuperad. Havet är nära Singkep / Dabo österut.